# Matera Calcio
O Matera Calcio S.r.l. é uma equipe italiana de futebol fundada em 1933, com sede na cidade de Matera. Atualmente milita na Lega Pro.